# 乌戈·弗里杰里奥

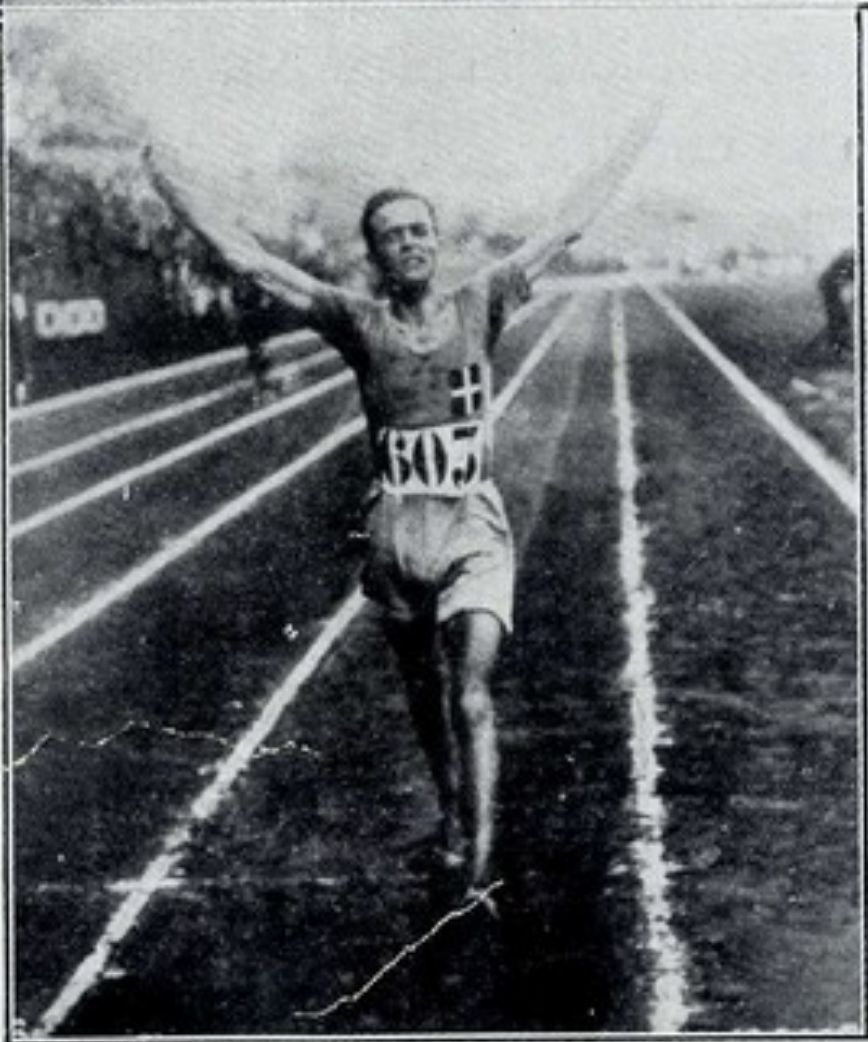
乌戈·弗里杰里奥

乌戈·弗里杰里奥（義大利語：Ugo Frigerio，1901年9月16日—1968年7月7日），意大利男子田径运动员。他曾代表意大利参加1920年、1924年和1932年夏季奥林匹克运动会田径比赛，共获得三枚金牌和一枚铜牌。